# Następny jesteś ty
Następny jesteś ty (tytuł oryg. You’re Next) − amerykański niezależny film fabularny (horror/thriller z elementami czarnej komedii) z 2011 roku. Obraz wyreżyserował Adam Wingard, w rolach głównych wystąpili Sharni Vinson, AJ Bowen i Joe Swanberg. Premiera projektu odbyła się we wrześniu 2011 w trakcie Międzynarodowego Festiwalu Filmowego w Toronto. Latem 2013 film wprowadzono do dystrybucji kinowej.

## Fabuła
Na grupę znajomych poluje morderca w masce.

## Obsada
- Sharni Vinson − Erin
- Nicholas Tucci − Felix Davison
- AJ Bowen − Crispian Davison
- Joe Swanberg − Drake Davison
- Wendy Glenn − Zee
- Barbara Crampton − Aubrey Davison
- Ti West − Tariq
- Larry Fessenden − Erik Harson

## Nagrody i wyróżnienia
- 2011, Austin Fantastic Fest:
  - nagroda Horror Jury Prize w kategorii najlepszy film (wyróżnieni: Adam Wingard, Lions Gate Entertainment)
  - nagroda Horror Jury Prize w kategorii najlepsza reżyseria (Adam Wingard)
  - nagroda Horror Jury Prize w kategorii najlepszy scenariusz (Simon Barrett)
  - nagroda Horror Jury Prize w kategorii najlepsza aktorka w horrorze (Sharni Vinson)
  - nagroda widowni − II miejsce w kategorii najlepszy film (Lions Gate Entertainment)
- 2011, Międzynarodowy Festiwal Filmowy w Toronto:
  - nagroda People's Choice − II miejsce w kategorii Midnight Madness (Adam Wingard)
- 2013, Gérardmer Film Festival:
  - nagroda SCI FI Jury dla Adama Wingarda
- 2013, Neuchâtel International Fantasy Film Festival:
  - nominacja do nagrody Narcisse w kategorii najlepszy film fabularny (Adam Wingard)
  - nagroda widowni dla Adama Wingarda
- 2014, Empire Awards, UK:
  - nominacja do nagrody Empire w kategorii najlepszy horror
- 2014, Fangoria Chainsaw Awards:
  - nominacja do nagrody Chainsaw w kategorii najlepszy scenariusz (Simon Barrett)
  - nominacja do nagrody Chainsaw w kategorii najlepszy film szeroko dystrybuowany (Adam Wingard)[1]